# David Whittaker
David Whittaker (Bury, 1957. április 24. –) egy angol videójáték zeneszerző, aki ismertségét az 1980-as és 1990-es évek videójátékaihoz készített szerzeményeivel alapozta meg.

## Életút

### Kezdetek, szoftverfejlesztés
David Whittaker fiatalkorában zenekarban is játszott, de 1981-82 táján már főként a számítástechnika foglalkoztatta. Ezidőtájt vette meg részletre első számítógépét, egy Commodore VIC-20-ast, melyre első videójátékait is készítette. A programozás eleinte még igen nehézkesen, magnókazettára mentve, gépi kódban, ún. monitorprogrammal történt, komolyabb assembler program és floppy meghajtó hiányában. Programjait a Mr. Micro cég adta ki, akiktől első Commodore 64-ét is kapta. 10-körüli videójátékot írt, melyek közül a legismertebb játékprogramja az 1984-85-ben C64-re írt Lazy Jones.

### Számítógépes dalszerzés
Szinte az összes 1980-90-es évekbeli számítógép platformra írt zenéket, főleg videójátékok betétdalaiként. A platformok közül - saját bevallása szerint - az Amiga tartozott a kedvencei közé, de számos címet jegyez C64-en, Amstrad CPC-n, Atari ST-n is. Legismertebb saját szerzeményei Amigán: Shadow of the Beast, Speedball; C64-en: Glider Rider, Lazy Jones, Global Commander. Ezen felül számos zenei átdolgozást is készített videójáték portokhoz.
Nem vagyok valami nagy zeneszerző, nincs képzettségem vagy bármi ilyesmim. Úgy rémlik Ben Daglish mondta azt saját magáról 1986-ban (mikor velem együtt a Zzap64 magazin interjújára igyekeztünk), "Én csak egy dallamkovács vagyok". Inkább vagyok szerencsés, mint tehetséges.

### Nyolc év Amerikában
David Whittaker feleségével együtt 1993 júniusában áttelepültek az Egyesült Államokba, mert Whittaker az Electronic Artstól állásajánlatot kapott. Először Sega Mega Drive-ra és Super Nintendora írt zenéket, illetve hangeffekteket, majd 1996-tól egyre inkább a beszédszintetizálás, dialógusok készítése lett a fő munkaköre. Az Amerikában töltött 8 év alatt együtt dolgozott Rob Hubbarddal. Honvágy és a cégen belüli stúdiómegszüntetések késztették arra, hogy otthagyja jól fizető állását és hazatelepüljön feleségével együtt 2001 júliusában. Utolsó munkája a Medal of Honor: Allied Assault videójáték német, francia és japán nyelvű dialógusai voltak.

### Visszatérés Angliába
Hazatérése után szabadúszóként dolgozott, majd 2004-ben csatlakozott a brit Traveller’s Tales videójáték-fejlesztőhöz, mint hangmérnök. A fejlesztő legtöbb LEGO-hoz kapcsolódó videójátékfejlesztésében közreműködött. 2017 októberétől szabadúszó magánvállalkozó.

## Hatása
A Lazy Jones betétdalát felhasználta a német Florian Senfter Zombie Nation nevű projektjének "Kernkraft 400" című számában.

## Magánélet
David Whittaker házas, feleségével az Egyesült Királyságban élnek. Hobbijai közé tartozik a motorozás, a sci-fik, a gitározás, illetve mindenféle elektronikus hangszeren való zenejátszás a szintetizátortól a szekvenszerig.

## Művei
| Játék                                                         | Év   | Platform                                                | Kiadó                 | Megjegyzés |
| ------------------------------------------------------------- | ---- | ------------------------------------------------------- | --------------------- | --- |
| 1st Person Pinball                                            | 1989 | Atari ST, Amiga                                         | Tynesoft              | |
| 007: Licence to Kill                                          | 1989 | Atari ST, Commodore 64, Amiga, Amstrad CPC, ZX Spectrum | Domark                | |
| 11-a-Side Soccer                                              | 1989 | Amstrad CPC                                             |                       | |
| 180                                                           | 1986 | Commodore 64, Atari 8-bit                               | Mastertronic          | Atari 8-bitre átdolgozta Jason C. Brooke                                                                               |
| Alfred Chicken                                                | 1993 | Amiga, Amiga CD³²                                       | Mindscape             | Hangeffektek CD32-n |
| Alien Syndrome                                                | 1988 | Amiga                                                   | Sega                  | |
| Amaurote                                                      | 1987 | Commodore 64, Amstrad CPC, Atari 8-bit, ZX Spectrum     | Mastertronic,         | |
| American Turbo-King                                           | 1989 | Amstrad CPC                                             |                       | |
| APB                                                           | 1989 | Atari ST, Commodore 64, Amiga, Amstrad CPC              | Tengen                | Más elnevezés: All Points Bulletin                                                                                     |
| Arcade Flight Simulator                                       | 1989 | Commodore 64, Amstrad CPC                               | Codemasters           | |
| Archipelagos                                                  | 1989 | Atari ST, Amiga                                         | Logotron              | |
| Army Moves                                                    | 1988 | Atari ST, Amiga                                         | Ocean                 | |
| ATV Simulator                                                 | 1987 | Amstrad CPC, Commodore 64, ZX Spectrum 48k              |                       | Más elnevezés: All Terrain Vehicle Simulator                                                                           |
| Aussie Games                                                  | 1990 | Amstrad CPC                                             |                       | |
| Back to the Future Part II                                    | 1990 | Atari ST, Commodore 64, Amiga, Amstrad CPC              | Image Works           | |
| Bad Company                                                   | 1990 | Atari ST, Amiga                                         | Logotron              | |
| Ball Crazy                                                    | 1987 | Commodore 64                                            | Mastertronic          | |
| Barbarian II: The Dungeon of Drax                             | 1989 | Amstrad GX4000, Amstrad CPC                             |                       | |
| Barbarian: The Ultimate Warrior                               | 1987 | Amstrad CPC                                             |                       | Más elnevezés: Death Sword                                                                                             |
| Battle For The Ashes                                          | 1995 | Amiga                                                   | Audiogenic            | |
| Beverly Hills Cop                                             | 1990 | Atari ST, Commodore 64                                  | Tynesoft              | |
| Beyond the Ice Palace                                         | 1988 | Atari ST, Commodore 64, Amiga, Amstrad CPC, ZX Spectrum | Elite                 | |
| Blazer                                                        | 1987 | Commodore 64                                            | Nexus                 | |
| Blood Money                                                   | 1989 | Amiga                                                   | Psygnosis             | Csak hangeffektek |
| BMX Freestyle                                                 | 1989 | Amstrad CPC                                             |                       | |
| BMX Simulator                                                 | 1986 | Atari ST, Commodore 64, Amiga, Atari 8-bit, Amstrad CPC | Codemasters           | |
| BraveStarr                                                    | 1987 | Commodore 64, Amstrad CPC                               | GO!                   | |
| Brian Lara Cricket                                            | 1995 | Amiga                                                   | Audiogenic            | |
| Brian Lara Cricket '96                                        | 1996 | Amiga                                                   | Audiogenic            | |
| Bronx Street Cop                                              | 1989 | Amstrad CPC                                             |                       | |
| Bubble Bobble                                                 | 1989 | Amiga                                                   | Firebird              | A játéktermi változat átdolgozása, eredeti szerző: Zuntata                                                             |
| Bubble Dizzy                                                  | 1991 | Amstrad CPC                                             |                       | |
| Buffalo Bill's Rodeo Games                                    | 1989 | Amstrad CPC, Atari ST, Commodore 64, Amiga, ZX Spectrum | Tynesoft              | Más elnevezés: Buffalo Bill's Wild West Show                                                                           |
| Captain Fizz Meets the Blaster-Trons                          | 1989 | Commodore 64, Amstrad CPC                               | Psyclapse             | |
| Carrier Command                                               | 1988 | Amiga                                                   | Rainbird              | Menü háttérzene |
| Challenge Golf                                                | 1991 | Atari ST                                                | On-Line Entertainment | |
| Cheap Skate                                                   | 1988 | Commodore 64                                            | Silverbird            | |
| The Chicken Farm                                              | 1986 | Commodore 64                                            |                       | |
| Chip's Challenge                                              | 1990 | Atari ST, Amiga, Amstrad CPC                            | U.S. Gold             | |
| Chrono Quest                                                  | 1988 | Atari ST, Amiga                                         | Psygnosis             | |
| Circus Games                                                  | 1989 | Amstrad CPC                                             |                       | |
| Cloud Kingdoms                                                | 1990 | Atari ST, Amiga                                         | Millennium            | |
| Colony                                                        | 1987 | Atari 8-bit                                             | Mastertronic,         | |
| Cosmic Pirate                                                 | 1989 | Atari ST, Amiga                                         | Palace                | |
| Cosmonut                                                      | 1987 | Commodore 64                                            | Codemasters           | |
| Custodian                                                     | 1989 | Atari ST, Amiga                                         | Hewson                | Munkanév: Kalashnikov                                                                                                  |
| Dan Dare III: The Escape                                      | 1990 | Atari ST, Amiga                                         | Virgin Mastertronic   | |
| Dark Castle                                                   | 1988 | Commodore 64                                            | Three-Sixty Pacific   | |
| Days of Thunder                                               | 1990 | Atari ST, Amiga                                         | Mindscape             | |
| Death Stalker                                                 | 1989 | Amstrad CPC, ZX Spectrum                                | Codemasters           | |
| Defcom                                                        | 1986 | Commodore 64, Amstrad CPC                               | Quicksilva            | |
| Defender of the Crown                                         | 1987 | Atari ST                                                | Cinemaware            | Átdolgozás Amigáról, eredeti szerző: Jim Cuomo és Bill Williams                                                        |
| Dizzy – The Ultimate Cartoon Adventure                        | 1988 | Commodore 64                                            | Codemasters           | |
| Dizzy: Prince of the Yolkfolk                                 | 1991 | Amstrad CPC                                             | Codemasters           | |
| Dogs of War                                                   | 1989 | Atari ST, Amiga                                         | Elite                 | |
| Double Dragon II: The Revenge                                 | 1989 | Amstrad CPC                                             |                       | |
| Dynamic Duo                                                   | 1989 | Commodore 64, Amstrad CPC                               | Firebird              | |
| E.T.'s Rugby League                                           | 1992 | Amiga                                                   | Sega                  | |
| Elektra Glide                                                 | 1986 | Commodore 64, Atari 8-bit                               | English Software      | |
| Elevator Action                                               | 1987 | Commodore 64, Amstrad CPC                               | Quicksilva            | |
| Emlyn Hughes Arcade Quiz                                      | 1990 | Atari ST, Commodore 64, Amiga                           | Audiogenic            | |
| Emlyn Hughes International Soccer                             | 1990 | Atari ST, Amiga                                         | Audiogenic            | |
| Enduro Racer                                                  | 1987 | Atari ST, Commodore 64                                  |                       | |
| Epic                                                          | 1992 | Atari ST, Commodore 64, Amiga                           | Ocean                 | |
| Exterminator                                                  | 1990 | Commodore 64                                            |                       | |
| Eye of Horus                                                  | 1989 | Atari ST, Amiga                                         | Logotron              | |
| Fantasy World Dizzy                                           | 1989 | Amstrad CPC                                             | Codemasters           | |
| Fast Food                                                     | 1989 | Amstrad CPC                                             |                       | |
| Feud                                                          | 1987 | Commodore 64, Atari 8-bit, Amstrad CPC                  | Bulldog               | Atari 8-bitre átdolgozta Jason C. Brooke                                                                               |
| Fire and Brimstone                                            | 1990 | Atari ST, Amiga                                         | Firebird              | |
| Fright Night                                                  | 1988 | Amiga                                                   | Microdeal             | |
| Fruit Machine Simulator 2                                     | 1990 | Amstrad CPC                                             |                       | |
| Future Sport                                                  | 1989 | Atari ST                                                | Actual Screenshots    | |
| Garfield: Big Fat Hairy Deal                                  | 1988 | Atari ST, Amiga                                         | Softek                | |
| Gazza II                                                      | 1991 | Atari ST, Commodore 64, Amiga                           | Empire Interactive    | |
| Ghostbusters II                                               | 1989 | Commodore 64, Amstrad CPC                               | Activision            | |
| Ghosts 'n Goblins                                             | 1986 | Amstrad CPC                                             |                       | |
| Gilbert: Escape From Drill                                    | 1989 | Amstrad CPC                                             |                       | |
| Glider Rider                                                  | 1986 | Commodore 64, Amstrad CPC, ZX Spectrum                  | Quicksilva            | |
| Global Commander                                              | 1987 | Commodore 64                                            | Martech               | Más elnevezés: The Armageddon Man                                                                                      |
| The Gold of the Aztecs                                        | 1990 | Atari ST, Amiga                                         | U.S. Gold             | |
| Golden Axe                                                    | 1990 | Atari ST, Amiga                                         | Virgin Mastertronic   | A játéktermi változat átdolgozása                                                                                      |
| Goldrunner II                                                 | 1988 | Atari ST, Amiga                                         | Microdeal             | |
| Graham Gooch World Class Cricket                              | 1993 | Atari ST, Amiga                                         | Audiogenic            | Más elnevezés: Allan Border Cricket                                                                                    |
| Graham Gooch World Class Cricket - Test Match Special Edition | 1994 | Amiga                                                   | Audiogenic            | |
| Graham Gooch's Second Innings                                 | 1993 | Atari ST, Amiga                                         | Audiogenic            | |
| Grand Prix Simulator                                          | 1987 | Commodore 64, Atari 8-bit                               | Codemasters           | |
| Grand Prix Simulator II                                       | 1989 | Amstrad CPC                                             |                       | |
| Grange Hill                                                   | 1987 | Commodore 64, Amstrad CPC, ZX Spectrum                  | Argus Press Software  | |
| Grimblood                                                     | 1990 | Atari ST, Amiga                                         | Virgin                | |
| Gunship 2000                                                  | 1993 | Amiga                                                   | MicroProse            | |
| Helter Skelter                                                | 1990 | Commodore 64, Amstrad CPC                               | Audiogenic            | |
| Hocus Focus                                                   | 1986 | Commodore 64                                            | Quicksilva            | |
| Humphrey                                                      | 1983 | Commodore 64                                            | Mr Micro              | |
| The Hunt for Red October                                      | 1987 | Amiga                                                   | Grand Slam Software   | |
| Hunter Killer                                                 | 1989 | Atari ST                                                | Virgin Mastertronic   | |
| Hyperbowl                                                     | 1987 | Commodore 64, Amstrad CPC                               | Mastertronic          | |
| Indoor Soccer                                                 | 1989 | Amstrad CPC                                             | Codemasters           | |
| Infection                                                     | 1989 | Commodore 64, Amiga, Amstrad CPC                        | Virgin Mastertronic   | |
| International Rugby Simulator                                 | 1988 | Amstrad CPC, Atari ST                                   | Codemasters           | Más elnevezés: Advanced Rugby Simulator                                                                                |
| International Soccer Challenge                                | 1990 | Atari ST, Amiga                                         | MicroProse            | |
| International Speedway                                        | 1988 | Amstrad CPC                                             |                       | |
| IO                                                            | 1988 | Commodore 64                                            | Firebird              | |
| Iron Horse                                                    | 1988 | Commodore 64                                            | Konami                | |
| Iron Lord                                                     | 1989 | Atari ST                                                | Ubi Soft              | |
| The Island of Dr. Destructo                                   | 1987 | Commodore 64                                            | Bulldog               | |
| Jail Break                                                    | 1987 | Commodore 64, Amstrad CPC                               | Konami                | |
| Jaws                                                          | 1989 | Atari ST, Amiga                                         | Martech               | |
| Jupiter's Masterdrive                                         | 1990 | Atari ST, Amiga                                         | Ubi Soft              | |
| Kid Gloves                                                    | 1990 | Atari ST, Amiga                                         | Millennium            | |
| Kikstart 2                                                    | 1987 | Amiga                                                   | Mastertronic          | |
| Killing Cloud                                                 | 1991 | Atari ST, Amiga                                         | Image Works           | |
| Knight Games                                                  | 1986 | Commodore 64                                            | English Software      | |
| Knight Tyme                                                   | 1988 | Commodore 64                                            | Mastertronic          | |
| Knightmare                                                    | 1988 | Atari ST                                                | Activision            | |
| Krusty's Fun House                                            | 1993 | Amiga                                                   | Acclaim Virgin        | Más elnevezés: Krusty's Super Fun House                                                                                |
| Last Mission                                                  | 1987 | Commodore 64                                            | U.S. Gold             | |
| Lazer Force                                                   | 1987 | Commodore 64                                            | Codemasters           | |
| Lazy Jones                                                    | 1984 | Commodore 64                                            | Terminal Software     | |
| Leatherneck                                                   | 1988 | Atari ST, Amiga                                         | Microdeal             | |
| The Legend of William Tell                                    | 1990 | Atari ST, Amiga                                         | Martech               | Más elnevezés: Crossbow: The Legend of William Tell                                                                    |
| Lemmings 2: The Tribes                                        | 1993 | Atari ST, Amiga                                         | Psygnosis             | |
| Leviathan                                                     | 1987 | Atari ST, Commodore 64, Amiga, Amstrad CPC, ZX Spectrum | English Software      | Más elnevezés: Straf                                                                                                   |
| Little Icarus                                                 | 1983 | Commodore 64                                            | Mr Micro              | |
| The Living Daylights                                          | 1987 | Commodore 64, Atari 8-bit, Amstrad CPC                  | Domark                | |
| Lone Wolf: The Mirror of Death                                | 1991 | Commodore 64, Amstrad CPC                               | Audiogenic            | |
| Loopz                                                         | 1990 | Atari ST, Commodore 64, Amiga, Amstrad CPC              | Audiogenic            | Munkanév: Convolution                                                                                                  |
| Magicland Dizzy                                               | 1990 | Amstrad CPC                                             | Codemasters           | |
| Max Headroom                                                  | 1986 | Commodore 64, Amstrad CPC                               | Quicksilva            | |
| Mayhem                                                        | 1983 | Commodore 64                                            | Mr Micro              | |
| Menace                                                        | 1988 | Atari ST, Commodore 64, Amiga                           | Psyclapse (Psygnosis) | A Lemmings Menace szintjén is hallható. Munkacímek: Coppercon1, Draconia                                               |
| Miami Dice                                                    | 1986 | Commodore 64                                            | Bug-Byte              | |
| Milk Race                                                     | 1987 | Commodore 64, Atari 8-bit, Amstrad CPC                  | Mastertronic          | Atari 8-bitre átdolgozta Tiny Williams                                                                                 |
| Millennium 2.2                                                | 1989 | Atari ST, Amiga                                         | Activision            | Gustav Mahler adagio című számának átdolgozása az 5. szimfóniából. Más elnevezés: Millenium: Return To Earth           |
| Mission Omega                                                 | 1986 | Amstrad CPC                                             |                       | |
| The Model                                                     | 1986 | Commodore 64                                            |                       | |
| Monte Carlo Casino                                            | 1989 | Amstrad CPC                                             |                       | |
| Moto Cross Simulator                                          | 1989 | Amstrad CPC                                             |                       | |
| Mr Wino                                                       | 1988 | Commodore 64                                            | Silverbird            | |
| Mr. Heli                                                      | 1987 | Atari ST                                                | Firebird              | |
| Ninja                                                         | 1987 | Amiga                                                   | Mastertronic          | Más elnevezés: Ninja Mission                                                                                           |
| Ninja Massacre                                                | 1989 | Amstrad CPC                                             |                       | |
| Nitro Boost Challenge                                         | 1989 | Atari ST                                                | Codemasters           | |
| Obliterator                                                   | 1988 | Atari ST, Amiga                                         | Psygnosis             | |
| Operation Gunship                                             | 1989 | Amstrad CPC                                             |                       | |
| Outcast                                                       | 1987 | Atari ST                                                | Mastertronic          | |
| Paddle Mania                                                  | 1988 | Commodore 64                                            |                       | |
| Pandora                                                       | 1988 | Atari ST, Amiga                                         | Firebird              | |
| Pandora's Box                                                 | 1983 | Commodore 64                                            | Mr Micro              | |
| Panther                                                       | 1986 | Commodore 64, Atari 8-bit                               | Mastertronic          | |
| Platoon                                                       | 1988 | Atari ST, Amiga, Amstrad CPC, ZX Spectrum               | Ocean                 | |
| Poltergeist                                                   | 1988 | Commodore 64                                            | Codemasters           | |
| Professional BMX Simulator                                    | 1988 | Amstrad CPC                                             |                       | |
| Professional Snooker Simulator                                | 1988 | Commodore 64                                            | Codemasters           | |
| Pub Trivia Simulator                                          | 1989 | Amstrad CPC                                             |                       | |
| Punchy                                                        | 1983 | Commodore 64                                            | Mr Micro              | |
| Quadralien                                                    | 1988 | Atari ST, Amiga                                         | Logotron              | |
| Quartet                                                       | 1987 | Commodore 64                                            | Activision            | |
| The Race Against Time                                         | 1988 | Commodore 64, Amstrad CPC                               | Codemasters           | |
| Rampage                                                       | 1987 | Atari ST                                                | Activision            | |
| The Real Ghostbusters                                         | 1988 | Atari ST, Commodore 64                                  | Activision            | |
| Red Max                                                       | 1987 | Commodore 64, Atari 8-bit                               | Codemasters           | |
| Renaissance                                                   | 1990 | Atari ST, Amiga                                         | Impressions           | Más elnevezés: Classic 4                                                                                               |
| Renegade                                                      | 1987 | Atari ST                                                | Mastertronic          | |
| Return to Genesis                                             | 1988 | Atari ST, Amiga                                         | Firebird              | Munkanév: Clonworld 50                                                                                                 |
| RoadBlasters                                                  | 1988 | Atari ST, Commodore 64, Amiga, Amstrad CPC              | U.S. Gold             | |
| Rugby League Coach                                            | 1994 | Atari ST, Amiga                                         | Audiogenic            | |
| Rygar                                                         | 1987 | Commodore 64, Amstrad CPC                               | U.S. Gold             | |
| The Sentinel                                                  | 1988 | Amiga                                                   | Firebird              | Más elnevezés: The Sentry                                                                                              |
| Shadow of the Beast                                           | 1989 | Atari ST, Amiga, Amstrad CPC                            | Psygnosis             | |
| Shadow Skimmer                                                | 1987 | Amstrad CPC                                             |                       | |
| SideWinder                                                    | 1988 | Amiga                                                   | Mastertronic          | |
| SimCity                                                       | 1990 | Atari ST                                                | Maxis                 | |
| Skateball                                                     | 1989 | Atari ST                                                | Ubi Soft              | |
| Sláine                                                        | 1988 | Commodore 64                                            | Martech               | |
| Slap Fight                                                    | 1988 | Atari ST                                                | Ocean                 | Más elnevezés: A.L.C.O.N.                                                                                              |
| Snoopy: The Cool Computer Game                                | 1989 | Atari ST, Amiga, Commodore CDTV                         | Softek                | Más néven: Snoopy And Peanuts, Snoopy: The Case of the Missing Blanket                                                 |
| Snow Strike                                                   | 1990 | Atari ST, Amiga, Amstrad CPC                            | U.S. Gold             | |
| Soccer Skills                                                 | 1989 | Amstrad CPC, Commodore 64                               | Codemasters           | |
| Solomon's Key                                                 | 1987 | Commodore 64, Amstrad CPC                               | U.S. Gold             | |
| Speedball                                                     | 1988 | Atari ST, Commodore 64, Amiga                           | Image Works           | |
| Spellbound Dizzy                                              | 1991 | Amstrad CPC                                             | Codemasters           | |
| Spitting Image                                                | 1989 | Atari ST, Commodore 64, Amiga, Amstrad CPC              | Domark                | |
| Split Personalities                                           | 1986 | Commodore 64                                            | Domark                | |
| Spore                                                         | 1987 | Commodore 64                                            | Bulldog               | |
| Sporting Triangles                                            | 1989 | Atari ST, Commodore 64, Amiga, Amstrad CPC              | CDS                   | |
| Star Trek: The Rebel Universe                                 | 1987 | Atari ST                                                | Firebird              | |
| Star Wars                                                     | 1987 | Atari ST, Commodore 64, Amstrad CPC                     | Domark                | |
| Star Wars: The Empire Strikes Back                            | 1988 | Atari ST, Amiga, Amstrad CPC                            | Domark                | |
| Starblaze                                                     | 1989 | Atari ST, Amiga                                         | Logotron              | |
| StarRay                                                       | 1988 | Atari ST                                                | Logotron              | |
| Storm                                                         | 1986 | Commodore 64, Atari 8-bit                               | Mastertronic          | |
| Stormbringer                                                  | 1988 | Commodore 64, ZX Spectrum                               | MAD/Mastertronic      | |
| Stormtrooper                                                  | 1989 | Atari ST, Amiga                                         | Creation              | |
| Street Gang Soccer                                            | 1989 | Amstrad CPC                                             |                       | |
| Street Soccer                                                 | 1989 | Amstrad CPC                                             |                       | |
| Street Surfer                                                 | 1986 | Commodore 64                                            | Entertainment USA     | |
| Super G-Man                                                   | 1987 | Commodore 64                                            | Codemasters           | |
| Super League Manager                                          | 1995 | Amiga                                                   | Audiogenic            | |
| Super Robin Hood                                              | 1987 | Commodore 64                                            | Codemasters           | |
| Super Stuntman                                                | 1988 | Atari ST, Commodore 64, Amstrad CPC                     | Codemasters           | |
| Supremacy: Your Will Be Done                                  | 1990 | Atari ST                                                | Virgin Mastertronic   | Más elnevezés: Overlord                                                                                                |
| Terra Cognita                                                 | 1986 | Commodore 64                                            | Codemasters           | |
| Tetris                                                        | 1987 | Atari ST, Amiga, Amstrad CPC, ZX Spectrum               | Mirrorsoft            | |
| ThunderCats                                                   | 1988 | Amiga                                                   | Elite                 | A C=64-es változat átdolgozása, eredeti szerző: Rob Hubbard                                                            |
| Total Recall                                                  | 1990 | Atari ST, Amiga                                         | Ocean                 | |
| Transmuter                                                    | 1987 | Atari 8-bit, Amstrad CPC                                | Codemasters           | |
| Trantor: The Last Stormtrooper                                | 1987 | Atari ST, Commodore 64, Amstrad CPC                     | GO!                   | |
| Treasure Island                                               | 1984 | Commodore 64                                            | Mr Micro              | |
| Treasure Island Dizzy                                         | 1989 | Amstrad CPC                                             | Codemasters           | |
| Triple Tournament                                             | 1984 | Commodore 64                                            | Terminal Software     | |
| The Tube                                                      | 1987 | Commodore 64                                            | Quicksilva            | |
| Turbo Chopper Simulator                                       | 1989 | Amstrad CPC                                             |                       | |
| Vampire                                                       | 1987 | Commodore 64                                            | Codemasters           | |
| Verminator                                                    | 1989 | Atari ST                                                | Rainbird              | |
| Voodoo Nightmare                                              | 1990 | Atari ST                                                | Palace Software       | |
| Wanderer 3D                                                   | 1988 | Amiga                                                   | Elite                 | |
| War Cars Construction Kit                                     | 1988 | Commodore 64                                            | Firebird              | |
| Warlock: The Avenger                                          | 1990 | Atari ST                                                | U.S. Gold             | |
| Weird Dreams                                                  | 1989 | Atari ST, Amiga                                         | MicroProse            | |
| Wembley Rugby League                                          | 1994 | Amiga                                                   | Audiogenic            | |
| Whirligig                                                     | 1988 | Amiga                                                   | Firebird              | Más elnevezés: SpaceCutter                                                                                             |
| Willow Pattern                                                | 1985 | Commodore 64                                            | Firebird              | |
| Wizard's Pet                                                  | 1987 | Commodore 64                                            | Mastertronic          | |
| Wonder Boy in Monster Land                                    | 1989 | Atari ST, Amiga, Amstrad CPC                            | Activision            | Átdolgozás a játéktermi változatból, eredeti szerző: Shinichi Sakamoto. Más elnevezés: Super Wonder Boy In Monsterland |
| World Class Rugby                                             | 1991 | Atari ST, Amiga, Amstrad CPC                            | Audiogenic            | |
| World Class Rugby '95                                         | 1995 | Amiga                                                   | Audiogenic            | |
| World Class Rugby: Five Nations Edition                       | 1992 | Amiga                                                   | Audiogenic            | |
| Wrath of the Demon                                            | 1991 | Atari ST, Commodore 64, Amiga                           | ReadySoft             | |
| Wreckers                                                      | 1991 | Atari ST, Amiga                                         | Audiogenic            | |
| Xenon                                                         | 1988 | Atari ST, Amiga, Amstrad CPC, ZX Spectrum               | Mastertronic          | |
| Xenon 2: Megablast                                            | 1989 | Atari ST, Amiga, Commodore CDTV                         | Mirrorsoft            | A "Megablast" című dal átdolgozása főcímzenévé Timothy Simenon (alias Bomb the Bass) Into the Dragon című albumáról    |
| Zombi                                                         | 1987 | Atari ST                                                | Ubi Soft              | |
| Zub                                                           | 1986 | Commodore 64, Amstrad CPC, ZX Spectrum                  | Mastertronic          | |